# Синхронное плавание на летней Универсиаде 2013 — командный разряд
Соревнования по синхронному плаванию в командном разряде (группы) на XXVII Всемирной Летней Универсиаде прошли 6 и 8 июля.

## Формат
Соревнования в командном разряде состоят из двух этапов:
- Предварительный раунд: включает в себя техническую и произвольную программу;
- Финал: включает в себя только произвольную программу.

Солистки, занявшие места с 1-го по 12-е, проходят в финал.

## Результаты
| Место | Команда | Предварительный раунд | Предварительный раунд | Предварительный раунд | Предварительный раунд | Предварительный раунд | Финал        | Финал |
| Место | Команда | Техническая           | Произвольная          | Сумма                 | Штраф                 | Место                 | Произвольная | Место |
| ----- | ------- | --------------------- | --------------------- | --------------------- | --------------------- | --------------------- | ------------ | ----- |
| 1     | Россия  | 48,300                | 48,400                | 96,700                | —                     | 1                     |              |       |
| 2     | Япония  | 45,800                | 46,200                | 92,000                | —                     | 2                     |              |       |
| 3     | США     | 43,200                | 43,600                | 86,800                | —                     | 3                     |              |       |
| 4     | Канада  | 41,300                | 42,200                | 83,000                | —                     | 4                     |              |       |